# Liste der Mitglieder der American Academy of Arts and Sciences/1846
Im Jahr 1846 wählte die American Academy of Arts and Sciences 7 Personen zu ihren Mitgliedern.

## Neugewählte Mitglieder
- Jean Louis Rodolph Agassiz (1807–1873)
- Stephen Pearl Andrews (1812–1886)
- Henry Jacob Bigelow (1818–1890)
- Spencer Joshua Alwyne Compton (1790–1851)
- Joseph Decaisne (1807–1882)
- Philippe Édouard Poulletier de Verneuil (1805–1873)
- George Engelmann (1809–1884)